# Catedral de San Caprasio (Agen)

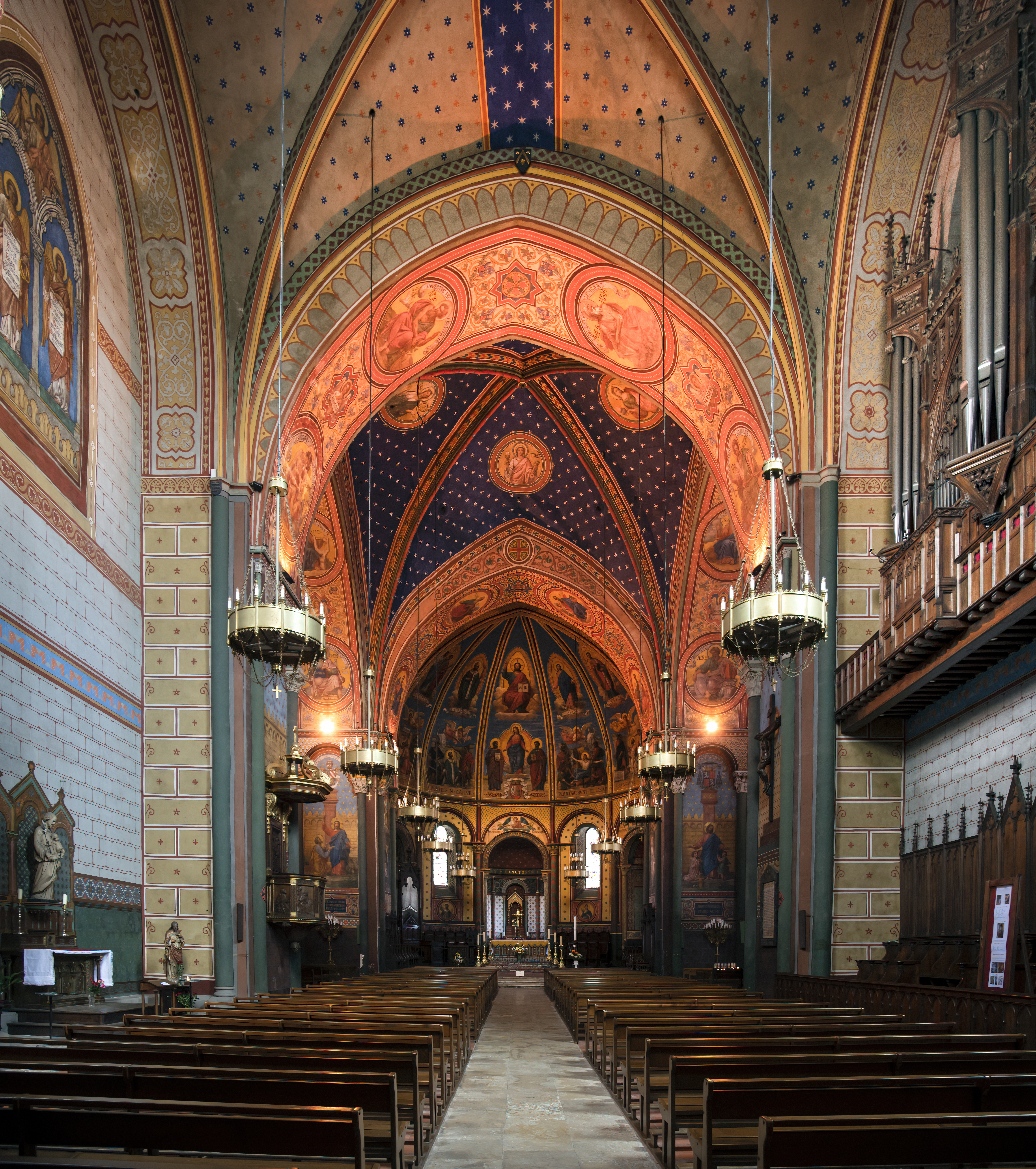
Vista interna

La catedral de San Caprasio o simplemente Catedral de Agen (en francés: Cathédrale Saint-Caprais) es una catedral católica de Francia construida en el siglo XII como una iglesia parroquial en Agen, departamento de Lot-et-Garonne, en la reciente región de Nueva Aquitania.
La catedral  fue objeto de una clasificación al título de monumento histórico de Francia, en  la lista de monumentos históricos de 1862. También es, desde 1998, uno de los bienes individuales incluidos en «Caminos de Santiago de Compostela en Francia», inscrito en el Patrimonio de la Humanidad de la Unesco.
La edificación visible de la catedral de Agen se remonta al siglo XII, cuando fue construida como colegiata de cánones dedicada a San Caprasio (francés: Saint Caprais), sobre los cimientos de una basílica saqueada por los normandos en 853, pero después restaurada.
Dañada nuevamente en diciembre de 1561 durante las Guerras de Religión, dos años después del golpe de Estado nacional que tuvo lugar en 1789, la catedral fue reabierta en 1796 y fue elevada al estatus de catedral de la ciudad en 1801. Esta nueva catedral reemplazó la antigua catedral (de Saint Étienne) en la ciudad, que fue destruida durante la Revolución Francesa, convirtiéndose así en la sede episcopal de la diócesis.